# Eparchie nižnětagilská
Eparchie Nižnij Tagil je eparchie ruské pravoslavné církve nacházející se v Rusku.

## Území a titul biskupa
Zahrnuje správní hranice území městských okruhůna rajónů Verch-Nějvinskij, Verchňaja Salda, Verchnij Tagil, Gornouralskij, Kačkanar, Kirovgrad, Krasnouralsk, Kušva, Lesnoj, Něvjansk, Nižňaja Salda, Nižnij Tagil a Novouralsk Sverdlovské oblasti.
Eparchiálnímu biskupovi náleží titul biskup nižnětagilský a něvjanský.

## Historie
Otázka vytvoření biskupského stolce ve městě Nižnij Tagil byla řešena na jaře 1922, eparchie však nebyla zřízena.
Po zatčení arcibiskupa jekatěrinburského Grigorije (Jackovského v srpnu 1922, přešlo mnoho farností eparchie k renovacionismu. V prosinci byl na sjezdu kléru a laiků v Nižném Tagilu zvolen protojerej Lev (Čerepanov) za biskupa nižnětagilského, který přijal biskupskou chirotonii 8. února 1923. Tím vznikl vikariát sverdlovské.
Dne 27. července 2011 byla rozhodnutím Svatého synodu zřízena samostatná nižnětagilská eparchie oddělením území z jekatěrinburské eparchie.
Prvním eparchiálním biskupem se stal archimandrita Innokentij (Jakovlev), duchovní vladimirské eparchie.
Dne 6. října 2011 se stala součástí nově vzniklé jekatěrinburské metropole.
Dne 7. března 2018 byla rozhodnutím Svatého synodu zřízena z části území eparchie nová eparchie serovská.

## Seznam biskupů

### Nižnětagilský vikariát sverdlovské eparchie
- 1923–1927 Lev (Čerepanov)
- 1927–1928 Nikita (Dělektorskij), svatořečený mučedník

### Nižnětagilská eparchie
- 2011–2018 Innokentij (Jakovlev)
- 2018–2020 Jevgenij (Kulberg)
- 2020–2021 Alexij (Orlov)
- 2021–2025 Feodosij (Čaščin)